# Хлорпромазиновые и галоперидоловые эквиваленты
Хлорпромазиновый эквивалент (или, соответственно, галоперидоловый) — показатель, во сколько раз данный нейролептик активнее по основному действию (антипсихотическому, экстрапирамидному) соответственно аминазина или галоперидола. Служат для оценки нужной дозы для пациента и для стандартизации исследований эффективности и побочных действий нейролептиков.
Согласно американской концепции «хлорпромазиновых или аминазиновых эквивалентов» эффективность всех нейролептиков практически одинакова при применении адекватных доз, уровень которых определяется индивидуальной мощностью антипсихотического действия препарата. В связи с этим все нейролептики могут считаться взаимозаменяемыми.
Для атипичных нейролептиков, в связи с тем что кроме блокады D2-рецепторов они обладают также другим механизмом действия — блокадой 5-НТ2-рецепторов, хлорпромазиновые эквиваленты вводятся для антипсихотического действия.

## Пример
Если 10 мг прохлорперазина оказывает такой же эффект, как 5 мг галоперидола, то говорят, что галоперидоловый эквивалент прохлоперазина равен 0.5.
Если 5 мг флупентиксола оказывает примерно такой же антипсихотический эффект, как 100 мг хлорпромазина, то говорят, что хлорпромазиновый эквивалент флупентиксола равен 20.

## Дозирование, эффективность и переносимость
Большинство отечественных и зарубежных специалистов сходятся во мнении, что оптимальные дозы нейролептиков при лечении больных шизофренией должны находиться в диапазоне от 300 до 600 мг/сут в хлорпромазиновом эквиваленте — в противном случае резко повышается вероятность побочных эффектов (в частности, усиления когнитивных расстройств и других проявлений дофаминового дефицита в лобной коре), риск развития фармакорезистентных состояний и снижается комплаенс, сокращается продолжительность ремиссий и ухудшается их качество. Максимально допустимый уровень дозы антипсихотика составляет 1000 мг/сут в хлорпромазиновом эквиваленте. В частности, признано нецелесообразным использование галоперидола в дозах свыше 20 мг/сут. Применение атипичных антипсихотиков в минимально эффективных дозах вследствие тщательного подбора режима дозирования этих препаратов в многочисленных клинических испытаниях (в отличие от типичных нейролептиков, которые часто применяются в высоких и сверхвысоких дозах) — одна из причин преимущества атипичных нейролептиков над типичными в плане эффективности и переносимости.
По данным исследований, у многих пациентов дозы в 100—300 мг в хлорпромазиновом эквиваленте обеспечивают улучшение в течение нескольких дней, а более высокие дозы, не прибавляя результативности, увеличивают риск побочных эффектов. Улучшение состояния при быстром насыщении нейролептиками в высоких дозах связано скорее с седативно-плегирующим, а не специфически антипсихотическим действием.
После достижения оптимальных доз длительность курса лечения должна составлять как минимум 4—6 недель. Отсутствие быстрого эффекта не всегда связано с принципиальной неэффективностью препарата: для возникновения устойчивого результата может в некоторых случаях понадобиться больший срок. При отсутствии терапевтического эффекта от применения дозы в 1500 хлорпромазинового эквивалента мегадозы нейролептиков редко оказываются эффективными. Применение мегадоз может быть оправданно лишь в том случае, если адекватные попытки использования более низких доз оказались безуспешными.
Снижение высоких доз необходимо начать как можно скорее после достижения начального контроля над психотическими симптомами и осуществлять постепенно. Доза может быть снижена до 100—500 хлорпромазинового эквивалента в сутки или 5 мг флуфеназина каждые две недели.

## Одна из возможных таблиц хлорпромазиновых эквивалентов
| Действующее вещество | Торговое название     | Эквивалент |
| -------------------- | --------------------- | ---------- |
| Хлорпромазин         | аминазин              | 1,0        |
| Дроперидол           | дролептан             | 50,0       |
| Бенперидол           | френактил             | 40,0       |
| Трифлуперидол        | триседил              | 40,0       |
| Флуфеназин           | модитен, фторфеназин  | 35,0       |
| Пимозид              | орап                  | 35,0       |
| Рисперидон           | риспердал, рисполепт  | 35,0       |
| Галоперидол          | галдол                | 30,0       |
| Флупентиксол         | флюанксол             | 20,0       |
| Сертиндол            | сердолект             | 20,0       |
| Тиопроперазин        | мажептил              | 15,0       |
| Оланзапин            | зипрекса, заласта     | 15,0       |
| Метофеназат          | френолон              | 7,5        |
| Пипотиазин           | пипортил              | 7,0        |
| Перфеназин           | этаперазин, трилафон  | 6,0        |
| Трифлуоперазин       | трифтазин, стелазин   | 6,0        |
| Перициазин           | неулептил             | 5,0        |
| Зуклопентиксол       | цисординол, клопиксол | 4,0        |
| Поксапин             | покситан              | 4,0        |
| Молиндон             | мобан                 | 3,0        |
| Зипразидон           | зелдокс               | 3,0        |
| Алимемазин           | тералиджен, терален   | 3,0        |
| Дикарбин             | карбидин              | 3,0        |
| Карпипрамин          | празинил, дефектон    | 3,0        |
| Прохлорперазин       | метеразин             | 3,0        |
| Левомепромазин       | тизерцин              | 1,6        |
| Хлорпротиксен        | труксал               | 1,5        |
| Клозапин             | лепонекс, азалептин   | 1,0        |
| Промазин             | пропазин              | 1,0        |
| Кветиапин            | сероквель             | 1,0        |
| Зотепин              | лодопин               | 1,0        |
| Тиаприд              | тиапридаль            | 1,0        |
| Амисульприд          | солиан                | 1,0        |
| Сульпирид            | эглонил               | 0,5        |
| Сультоприд           | барнетил, топрал      | 0,5        |

У разных исследователей хлорпромазиновые и галоперидоловые эквиваленты могут различаться. Например, на Западе принятый галоперидоловый эквивалент трифлуоперазина равен примерно 0,6—1, а не 0,16, как на территории России.